# Фальстаф (фильм)
«Фальстаф» (фр. Falstaff) или «Полуночные колокола» (исп. Campanadas a medianoche) — кинофильм режиссёра Орсона Уэллса, вышедший на экраны в 1965 году. Сценарий основан на пьесах Уильяма Шекспира «Генрих IV», «Генрих V», «Ричард II» и «Виндзорские насмешницы», а также на книге Рафаэля Холиншеда «Хроники Англии, Шотландии и Ирландии» (англ. Chronicles of England, Scotlande, and Irelande).

## Сюжет
В фильме показана Англия времён феодальных междоусобиц в правление Генриха IV. В центре повествования — весёлый похабник, выпивоха и хвастун Джон Фальстаф, попадающий в истории и совращающий с пути истинного наследника престола.

## В ролях
- Орсон Уэллс — сэр Джон Фальстаф
- Кит Бэкстер — принц Хэл, принц Уэльский, наследник британского трона
- Джон Гилгуд — Генрих IV, король Англии
- Жанна Моро — Долл Тиршит, проститутка
- Маргарет Рутерфорд — госпожа Квикли, хозяйка трактира «Кабанья голова»
- Норман Родуэй — Генри «Хотспер» Перси, сын Нортумберленда
- Фернандо Рей — граф Вустер, брат Нортумберленда
- Марина Влади — Кейт Перси, жена Хотспера
- Алан Уэбб — судья Шеллоу
- Вальтер Кьяри — судья Сайленс
- Майкл Олдридж — Пистоль, друг Фальстафа
- Тони Бекли — Нед Пойнс, друг Фальстафа
- Эндрю Фолдс — граф Уэстморленд
- Хосе Ньето — граф Нортумберленд
- Джереми Роу — принц Джон
- Патрик Бедфорд — Бардольф, друг Фальстафа
- Ральф Ричардсон — рассказчик

## Награды и номинации
- 1966 — Приз в честь 20-й годовщины и Технический Гран-при Каннского кинофестиваля (оба — Орсон Уэллс).
- 1968 — номинация на премию BAFTA в категории «Лучший зарубежный актёр» (Орсон Уэллс).